# Maximilian Eisele
Maximilian Marvin Eisele (* 18. November 1996 in Ulm) ist ein deutscher Basketballspieler.

## Werdegang
Eisele wuchs in Ulm auf. Er spielte ab 2010 für die Mannschaft der Urspringschule, 2011 wurde er in der Jugend-Basketball-Bundesliga deutscher U16-Meister und 2013 deutscher U19-Meister in der Nachwuchs-Basketball-Bundesliga. 2015 erlangte er an der Urspringschule die Hochschulreife. Für die Spielgemeinschaft Ehingen/Urspring bestritt der 1,89 Meter große Aufbauspieler in der Saison 2013/14, als die Mannschaft Hauptrundendritter der 2. Bundesliga ProA wurde, zwei Einsätze und stand im Spieljahr 2014/15, als man aus der zweithöchsten deutschen Liga abstieg, in 26 weiteren Begegnungen auf dem Feld. 2016 wurde er mit Ehingen/Urspring Meister der 2. Bundesliga ProB und verließ die Mannschaft anschließend.
Sein Vorhaben, an einer Hochschule in den Vereinigten Staaten Studium und Leistungsbasketball zu verbinden, ließ sich nicht umsetzen, über die Vermittlung seines Freundes und früheren Mannschaftskameraden Lars Schlüter kam Eisele an die University of Calgary nach Kanada. Zwischen 2016 und 2020 bestritt Eisele für die Hochschulmannschaft 74 Einsätze (4,6 Punkte/Spiel). Bis 2019 spielte er in Calgary an der Seite seines Landsmanns Lars Schlüter. 2018 gewannen die beiden die kanadische Hochschulmeisterschaft, 2018 und 2019 des Weiteren den Meistertitel in der Spielklasse Canada West Conference. Eisele wurde in der Saison 2019/20 als bester Verteidiger der Canada West Conference ausgezeichnet. Sein fünftes und letztes Spieljahr (2020/21) an der University of Calgary fiel aufgrund der Covid-19-Pandemie aus. Eisele, der Kapitän der Hochschulmannschaft war, schloss in Calgary ein Studium im Fach Bewegungswissenschaft ab und erhielt mehrere Auszeichnungen für seine Studienleistungen.